# Agricoltura

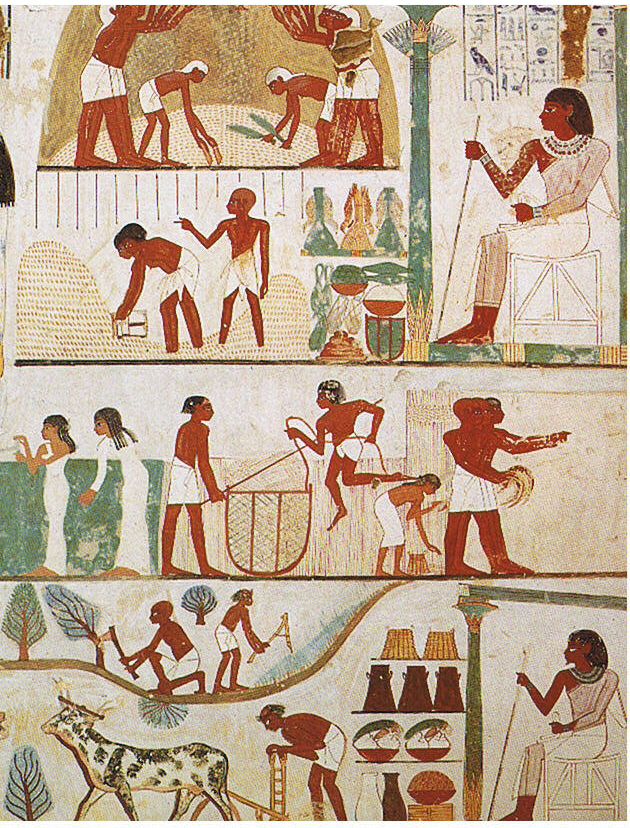
Agricoltura egizia

L'agricoltura (dal latino agricultura, ager campi, e cultura coltivazione) è l'attività umana che consiste nella coltivazione di specie vegetali, da parte dell'agricoltore. Lo scopo basilare dell'agricoltura è ottenere prodotti dalle piante, da utilizzare soprattutto a scopo alimentare. In economia, l'agricoltura rientra nel settore primario.
Tradizionalmente è popolarmente riferita alla produzione di risorse vegetali a fini alimentari sia direttamente sia indirettamente tramite produzione animale nell'allevamento. A fini scientifici e giuridici, comunque, entrambe le materie sono comunemente riunite ad abbracciare la coltivazione delle piante (arboree ed erbacee), l'allevamento degli animali e lo sfruttamento delle foreste. La definizione a livello burocratico può comprendere anche altre attività derivate da altri settori produttivi a seconda delle politiche attuate nei diversi Paesi in vari periodi: a titolo di esempio parziale, in Italia, con il passare degli anni si sono aggiunte al settore agricolo la forestazione, la floricoltura, l'agriturismo, le fattorie didattiche e l'allevamento cinofilo.
Seppur molto spesso legati a convenzioni ed usanze locali, i patroni universalmente riconosciuti per l'agricoltura nel mondo cattolico sono: San Martino di Tours (la cui ricorrenza cade l'11 novembre, giorno di inizio dell'annata agraria), Sant'Antonio Abate, Sant'Isidoro agricoltore, San Leonardo di Noblac Abate, San Biagio e San Benedetto da Norcia.

## Storia
La storia e l'evoluzione dell'agricoltura vanno di pari passo con lo sviluppo tecnologico umano e lo sviluppo di conoscenze o tecniche di coltivazione. In generale nella storia dell'agricoltura si passa progressivamente, attraverso varie tappe, da un'agricoltura di sussistenza, ad un'agricoltura estensiva basata su latifondo e la rotazione delle colture fino ad un'agricoltura di tipo intensivo e specializzata, sempre più meccanizzata, con uso di fertilizzanti e tecniche di ingegneria genetica e con finalità di commercializzazione sul relativo mercato agricolo, sebbene questi tipi di coltivazione continuino a coesistere in diverse parti del mondo, legati al livello di sviluppo economico del rispettivo paese di interesse

### Origini
Nel Paleolitico gli uomini erano cacciatori-raccoglitori e si nutrivano con le risorse che la natura offriva loro spontaneamente e cacciando gli animali. Verso il 10 000 a.C., alla fine dell’ultima glaciazione, qualche gruppo umano iniziò a produrre in forma stabile e continua il cibo che prima trovava o cacciava in abbondanza: nacque così l'agricoltura. Le prime ad essere coltivate furono le terre ricche d'acqua dei bacini fluviali, come il Nilo e la zona tra il fiume Tigri ed Eufrate, terre che venivano inondate periodicamente dalle piene dei grandi fiumi lasciando i terreni puliti, livellati, morbidi e fertilizzati dal limo, pronti quindi ad essere semplicemente seminati, in cui germogliavano cereali di vario tipo.
Dati ottenuti dalla ricerca molecolare e archeologica effettuata a partire dai primi decenni degli anni Duemila, indicano che l'agricoltura è iniziata in modo indipendente in diverse aree del mondo e che comprende una vasta gamma di taxa. Almeno undici regioni del Vecchio e del Nuovo Mondo sono state coinvolte come centri indipendenti di origine, comprendenti regioni geograficamente isolate sulla maggior parte dei continenti, ma molti di più sono stati suggeriti. Il primo sviluppo è datato circa 11 500 anni fa, separatamente nella Mezzaluna Fertile e al Chogha Golan nel moderno Iran, dove orzo selvatico, grano e lenticchie sono stati coltivati e dove le forme domestiche di grano sono apparsi intorno al 9800 a.C. 
L'agricoltura si sarebbe quindi evoluta circa 10 000 anni fa attraverso la domesticazione.
Pur esistendo esempi di insediamenti stanziali anche notevoli precedenti all'avvio delle coltivazioni, fu l'introduzione dell'agricoltura a portare allo sviluppo di comunità sedentarie di sempre maggiori dimensioni, progressivamente strutturate in villaggi e città. L'economia dell'Egitto era basata sull'agricoltura e fu tra le prime popolazioni ad utilizzare l'aratro in legno e la zappa; soprattutto nel bacino del Medio Oriente e del Mediterraneo, l'uomo, abbandonata la vita nomade per insediarsi stabilmente in un unico territorio, cominciò ad addomesticare gli animali. L'allevamento garantiva disponibilità di carne e latte, oltreché di materie prime come lana e pelli, e, fino all'invenzione dei motori a scoppio, fu la più importante forza lavoro come aiuto nell'aratura e nella fertilizzazione del terreno.
Dalle analisi sui reperti scheletrici risulta che gli agricoltori, a differenza dei cacciatori-raccoglitori, soffrissero molto più di salute, fossero anemici, con denti cariati, più bassi di sei centimetri, dovessero lavorare di più e avessero meno varietà di cibi; in compenso avevano più figli.
Il rapporto tra proprietà della terra e ruolo sociale divenne ben presto fondamentale. Nel mondo classico e latino, il sistema agrario si basava sulla divisione della terra in funzione all'esigenza della città e sull'ager publicus, oltreché nella rotazione biennale, dove, in autunno, circa metà della terra veniva seminata con cereali e l'altra metà veniva lasciata a riposo (maggese). Il secondo anno si invertivano le due porzioni.

#### Agricoltura nomade
Oltre all'allevamento di tipo nomade praticato da millenni da intere popolazioni, vi è anche una coltivazione di tipo nomade che persiste presso alcune popolazioni che vivono in ambiente tropicale che viene chiamata tecnica del taglia e brucia, consistente nel disboscamento di un'area boschiva e successivo abbruciamento e semina nel terreno bruciato, che, esaurita la fertilità, viene cambiato di anno in anno. Un'antica consuetudine successivamente scomparsa di agricoltura nomade in ambienti continentali è attestata in Russia, dove era denominata obščina.

### Nuove piante
Durante il Medioevo giunsero in Europa nuove piante portate dagli arabi: riso, cotone, carrubo, pistacchio, spinacio, agrumi. Dopo la scoperta dell'America giunsero il mais, la patata, la zucca, il fagiolo, l'arachide, il pomodoro, il peperone, la papaya e il girasole.

### La prima rivoluzione agricola
L'agricoltura basata sulla rotazione triennale e sul maggese rimase predominante fino al XVII secolo.
In particolare, nelle Fiandre e nel Brabante il terreno era poco fertile, ma il notevole sviluppo del commercio marittimo fece aumentare notevolmente la domanda di prodotti quali il lino per le tele, i coloranti per il panno, l'orzo e il luppolo per la birra, la canapa per le funi, il tabacco, ecc. La densità della popolazione, inoltre, favoriva lo sviluppo dell'orticoltura e della frutticoltura. Si adottarono quindi nuove tecniche basate sulla rotazione pluriennale e sulla sostituzione del maggese con pascoli per il bestiame, anche per ottenerne concime naturale.
Tali innovazioni vennero studiate da esperti europei ed americani. L'agronomo inglese Richard Weston visitò le province fiamminghe intorno al 1650 e descrisse in una sua famosa opera, A discourse of husbandrie used in Brabant and Flanders, il loro metodo basato sulla rotazione delle colture (lino, rapa, avena, trifoglio). I nuovi metodi dettero origine al sistema Norfolk, generalmente considerato il prototipo di una nuova agricoltura che, grazie alla rotazione e ad altri aspetti (recinzioni, grandi aziende, lunghe affittanze, aratro in metallo tirato da cavalli, ecc.), consentì all'Inghilterra di esportare grandi quantità di grano e farine nel periodo 1700-1770. Secondo Paul Bairoch, il notevole sviluppo dell'agricoltura stimolò la successiva rivoluzione industriale grazie alla domanda di aratri e altri attrezzi in metallo.
Altri paesi seguirono l'esempio dell'Inghilterra. Ad esempio, in Francia, in cui le tecniche agricole medioevali dominarono fino al 1750, la scuola fisiocratica di François Quesnay propose espressamente fin dal 1756 (data dell'articolo Fittavoli che Quesnay scrisse per l'Encyclopédie) l'adozione del modello inglese.

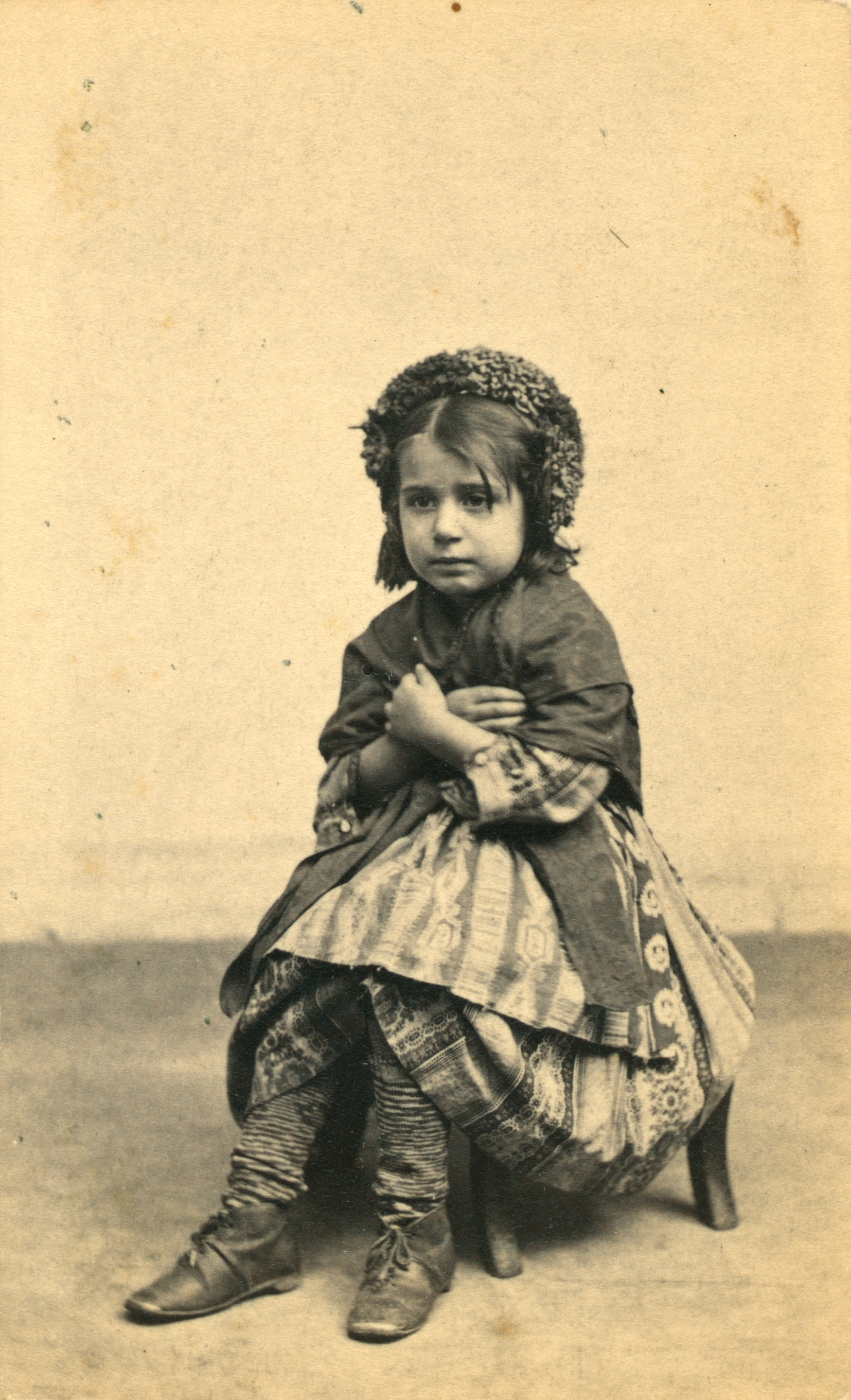
Giovane contadina italiana, fine Ottocento

### La seconda rivoluzione agricola
La rivoluzione industriale chiamò a sé dalle campagne numerosi braccianti che si riversarono verso altri continenti e/o nelle grandi città. In Italia la migrazione fu dal sud verso il triangolo Piemonte/Veneto/Emilia e per contrastarla furono previsti dei piani governativi ossia piani di bonifica delle terre governative che venivano destinate all'agricoltura.
Nel corso del XIX secolo migliori strumenti aratori e sistemi di semina, acquisizione sul mercato di nuove sementi e di nuove piante con elevata produttività (mais), la comparsa delle macchine agricole e dei concimi chimici, attuarono una profonda ristrutturazione rurale che stimolò ancora la costruzione di nuove attrezzature e macchine per tutte le esigenze lavorative agrarie. L'attività agricola divenne ben presto di tipo industriale nei Paesi economicamente avvantaggiati, mentre nell'Europa dell'Est, Sud America, Asia e Africa rimasero grandi terreni non coltivati, anche se coltivabili.

### Agricoltura moderna

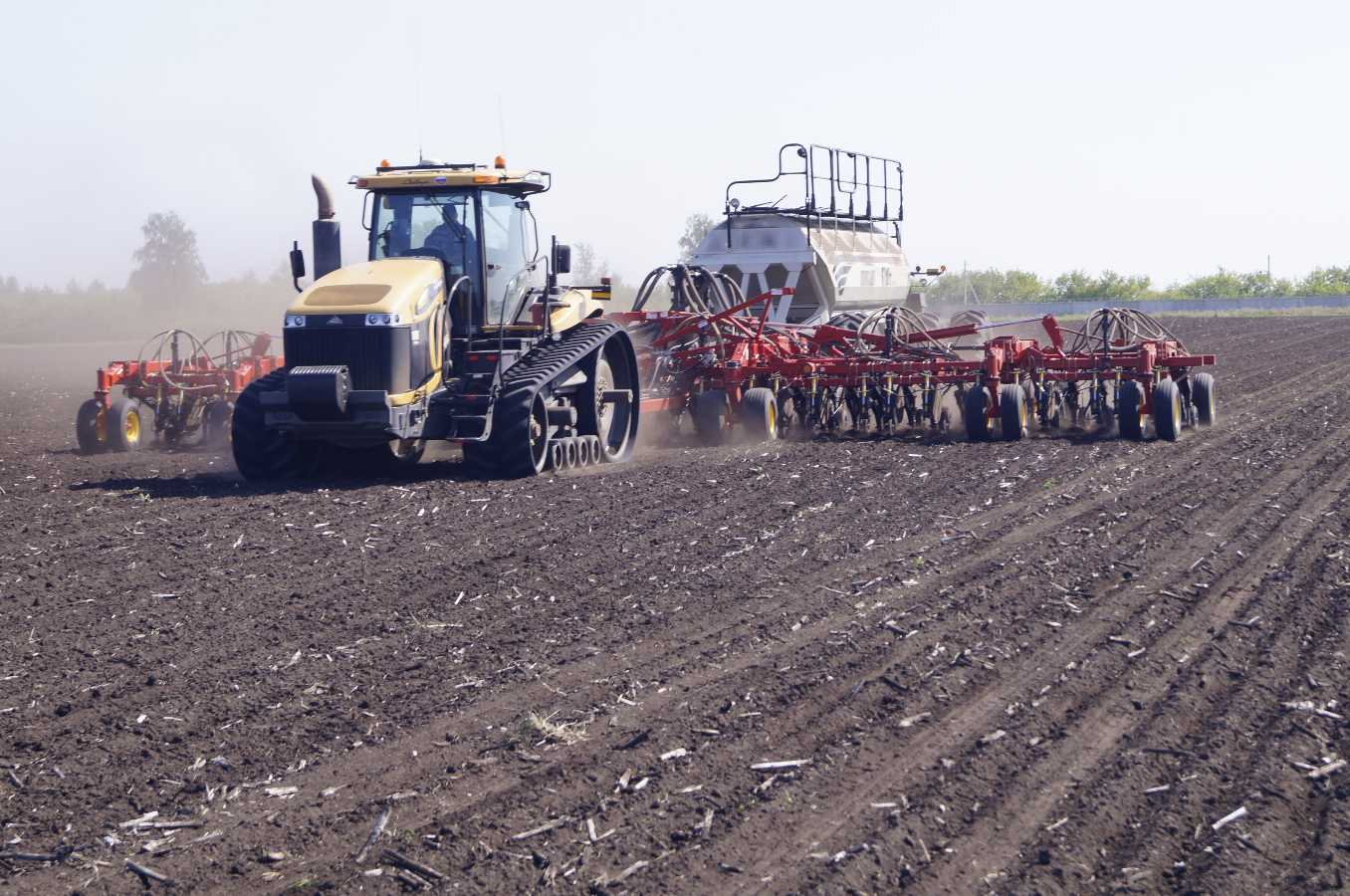
semina del mais

Nei secoli l'agricoltura ha avuto sempre primaria importanza per lo sviluppo dei popoli e degli Imperi; nel ventunesimo secolo è spesso degnata di un'attenzione superficiale nelle economie moderne, mentre resta fonte primaria di sussistenza e perno dello sviluppo economico dei paesi più poveri ed arretrati. L'importanza di questa pratica è dimostrata dal fatto di essere a tutti gli effetti una scienza e di essere ormai al confine con numerose altre scienze come la genetica e la biologia sia animale che vegetale.
I governi dei paesi industrializzati tra il 1960 e fine anni Novanta hanno indotto la cosiddetta rivoluzione verde, ossia hanno investito in maniera consistente nella ricerca agricola, direttamente sui campi degli agricoltori, cercando altri sistemi per incrementare la produzione alimentare con lo sviluppo di prodotti pesticidi e fertilizzanti, incoraggiandoli ad utilizzare queste nuove tecnologie e rivoluzionando le pratiche agrarie, con l'abbandono di quelle tradizionali.
L'agricoltura moderna si basa sempre più sull'immissione di energia esterna al sistema sotto forma di fitofarmaci, meccanizzazione, fertilizzanti, ingegneria genetica, tecnologia; si parla quindi di agricoltura intensiva, in contrapposizione all'agricoltura estensiva.
Ferme restando le implicazioni negative di una pratica agricola intensiva troppo spinta, la continua crescita dei fabbisogni alimentari mondiali, la necessità di mantenere bassi i prezzi degli alimenti, la riduzione della superficie coltivabile, l'esigenza di coltivare anche in zone nettamente sfavorevoli (talvolta anche per inquinamento) e di poter ottenere prodotti di qualità nutrizionale elevata, pongono gli operatori davanti ad una limitata rosa di scelte.
Le pratiche tradizionali usate prima della rivoluzione verde avevano il difetto di non essere in grado di fornire prodotti in larga quantità ed economici, attraenti per i consumatori, ma soprattutto coerenti con gli standard qualitativi e di sicurezza imposti dalla legge nonché adatti ai processi di trasformazione industriale. Una parte di questa agricoltura tradizionale prende il nome di agricoltura biologica, che costituisce comunque una nicchia di mercato di una certa rilevanza e presenta prezzi medio-alti. Un approccio emergente ma promettente è quello dell'agricoltura rigenerativa perché promette di riabilitare e conservare le funzioni vitali del suolo imitando il più possibile i processi naturali. Gli impatti diretti riguardano la riduzione di fertilizzanti e fitofarmaci oltre alla conservazione e aumento della biodiversità.
D'altra parte l'agricoltura intensiva presenta evidenti problemi di sostenibilità e per questo di anno in anno cresce l'esigenza di tecnologia di settore sempre più attenta alle problematiche ambientali.
Tra le soluzioni tecnologiche, si è avuto da un lato l'adozione di approcci di lotta integrata, dall'altro il miglioramento dei composti chimici (meno tossici e persistenti) e delle varietà impiegate. In questa ottica si collocano anche gli  O.G.M..

### Sviluppo italiano

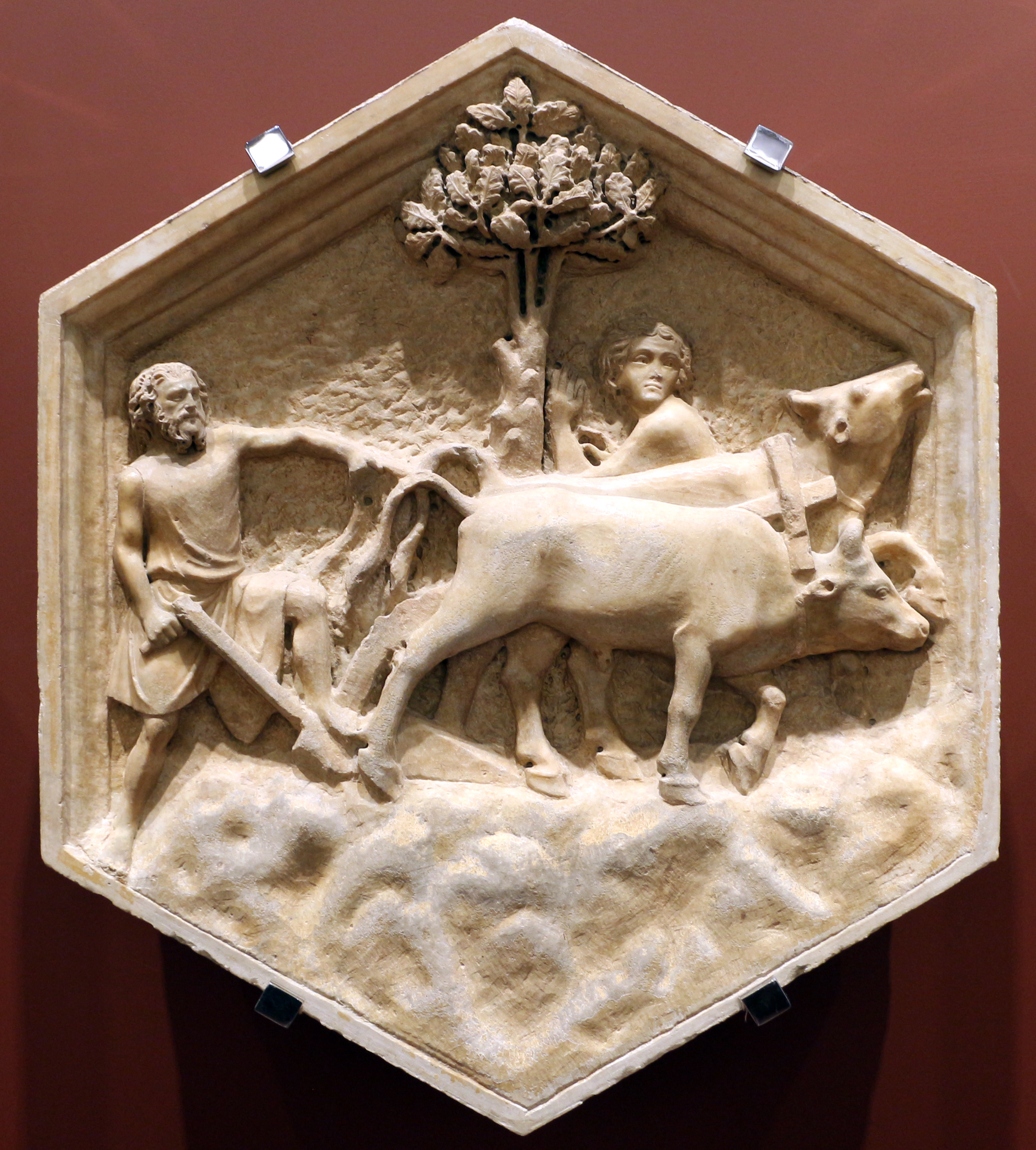
Agricoltura, formella del Campanile di Giotto, Andrea Pisano, 1334-1336, Firenze

Anche se la meccanizzazione ha uno stampo anglosassone, le primissime macchine agricole del XVII secolo, sono il frutto dell'ingegno italiano:
- Giuseppe Locatelli costruì la prima semplice seminatrice, composta da un cassetto contenente i semi applicato all'aratro. Procedendo, l'aratro faceva ruotare un distributore a cucchiaio inserito nel cassetto ed il seme cadeva a terra.
- Giovanni Cavallina costruì la prima macchina seminatrice meccanica, che con un sistema di ripiani a fori e dei piccoli tubi, deponeva i semi nei solchi appena tracciati dall'aratro.
- Nel XIX secolo Lambruschini e i fratelli Ridolfi, costruirono un rovesciatore di tipo elicoidale per sminuzzare le zolle più grosse.

La prima forza motrice di tipo meccanico fu la macchina a vapore, utilizzata per far funzionare le trebbiatrici per cereali e le presse per paglia e fieno.
Negli Stati Uniti si costruì il primo trattore, la macchina motrice per eccellenza. Erano però macchine pesantissime e difficili da maneggiare. Dopo vent'anni di prove, le industrie Ford fornirono agli agricoltori americani trattori più leggeri, facili da riparare, semplici nella manutenzione, a prezzi accessibili.
- nel 1930, le industrie Landini costruirono il primo trattore con motore testa calda, ben utilizzato nelle grandi opere di bonifica e dissodamento.

Nel 2024 sono in corso delle proteste importanti da parte degli agricoltori a causa di leggi a livello nazionale ed europeo messe in atto dalle rispettive autorità.

## Descrizione

### Agricoltura, agronomia e raccolta
I fattori naturali della produzione vegetale sono i seguenti:
- Fattori biologici-mutrofici intrinseci: sono tali le basi genetiche che influenzano l'anatomia, la morfologia (biologia) e la fisiologia delle singole specie agrarie e le caratteristiche specifiche dei loro prodotti.
- Fattori biologici estrinseci: sono tali le relazioni ecologiche che si instaurano fra le specie agrarie e gli altri organismi viventi (piante, animali, microrganismi) che popolano l'ecosistema naturale, con interazioni di competizione, predazione, parassitismo, simbiosi, neutralismo, ecc.
- Fattori climatici: sono tali i fenomeni dovuti all'interazione dell'atmosfera e del sole con la superficie terrestre nelle sue diverse componenti (litosfera, idrosfera, biosfera). I principali fattori climatici che influenzano la produzione vegetale sono la radiazione solare, la temperatura, le precipitazioni o idrometeore, il vento, l'umidità atmosferica, l'evapotraspirazione, la composizione chimica dell'aria. Di minore rilevanza diretta è invece la pressione atmosferica.
- Fattori pedologici: sono tali i fenomeni dovuti all'interazione del terreno con l'idrosfera, l'atmosfera, il sole, l'idrosfera e la biosfera. Il terreno è un ambiente complesso, derivato dalla pedogenesi, generato dall'equilibrio fra la litosfera e gli altri elementi che interagiscono sulla superficie terrestre. Sono fattori pedologici le proprietà fisiche del terreno, le proprietà chimiche, le proprietà biologiche, che nel complesso concorrono a determinarne la fertilità.

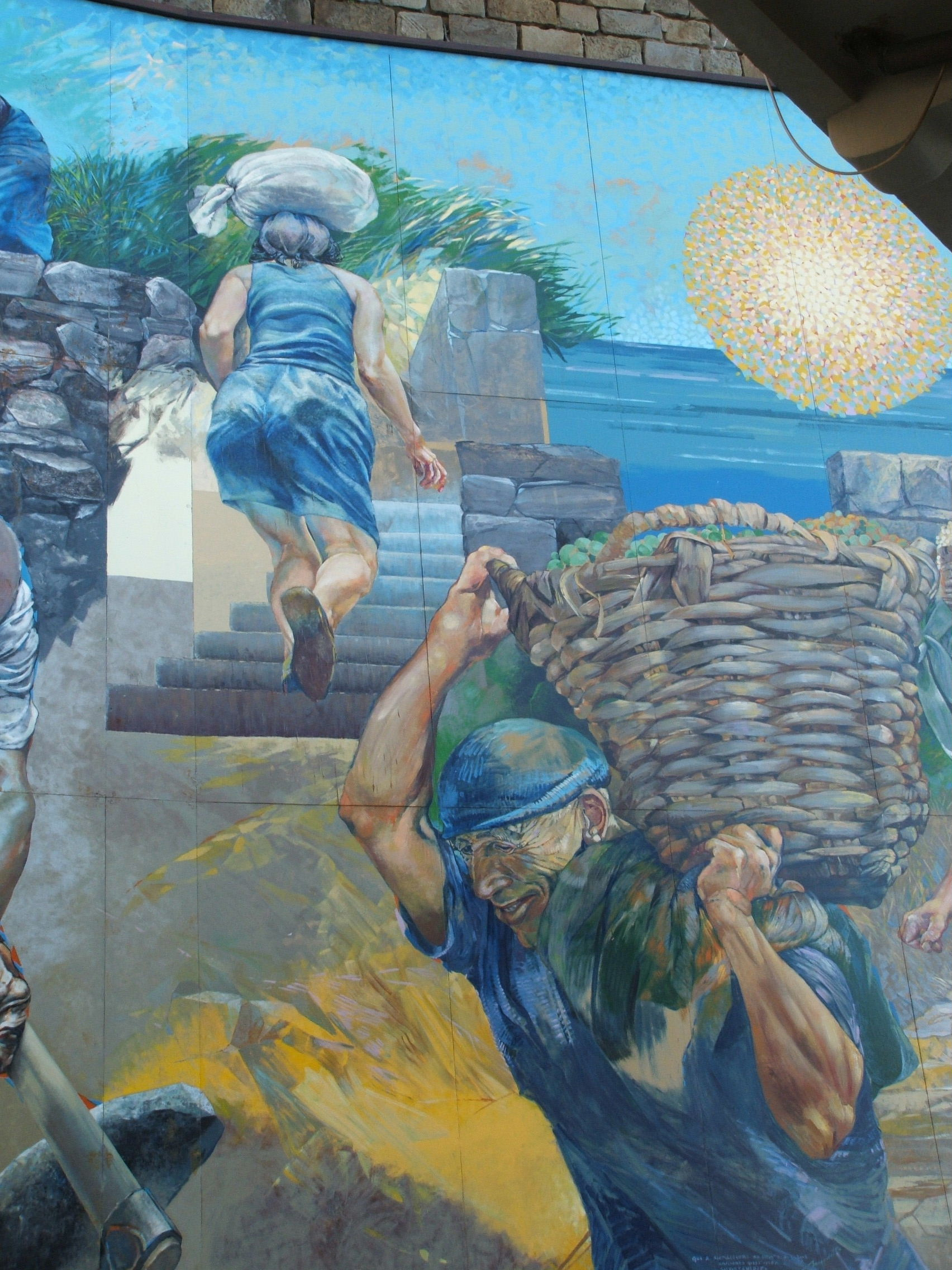
La vita quotidiana di agricoltori all'opera su una terrazza delle Cinque Terre (particolare di un murale a Riomaggiore)

A differenza della semplice raccolta dei prodotti naturali della terra, l'agricoltura è una tecnica che interviene modificando i fattori naturali della produzione vegetale allo scopo di incrementare, in qualità e quantità, il prodotto. La raccolta, infatti, sfrutta la produzione naturale del tutto subordinata alle esigenze specifiche delle piante e alle dinamiche dell'ecosistema senza alcun intervento dell'uomo. L'agricoltura prevede invece l'intervento dell'uomo nel correggere, a suo favore, le condizioni intrinseche ed estrinseche che determinano la produzione vegetale.
Gli interventi dell'uomo che concorrono a delineare un'attività agricola, distinguendola da quella della semplice raccolta, sono ad esempio i seguenti:
- Interventi sui fattori biologici intrinseci: sono tali ad esempio la selezione, il miglioramento genetico, le biotecnologie, l'ibridazione, la potatura, l'innesto, la densità di piantagione. Nel complesso questi interventi concorrono a indirizzare la naturale tendenza produttiva delle singole specie agrarie verso specifiche esigenze dell'uomo.
- Interventi sui fattori biologici estrinseci: sono tali ad esempio il diserbo, la fitoiatria e la difesa dei vegetali in senso lato, che mirano a contenere i fenomeni di antagonismo biologico, altri come la consociazione o forme più o meno avanzate di biotecnologia (micorizzazione, batterizzazione e altre forme di inoculo di organismi simbionti), mirano a promuovere fenomeni di sinergia biologica. Altri ancora, come l'avvicendamento colturale, hanno un ruolo complesso nel determinare l'equilibrio fra antagonismi e sinergie.
- Interventi sui fattori climatici: sono tali ad esempio gli apprestamenti protettivi mirati a ridurre l'influenza negativa del clima o potenziarne quella positiva fino a correggere drasticamente uno o più fattori. Sono interventi sui fattori climatici l'allestimento di frangiventi, di opere di protezione dal freddo (serra, tunnel, pacciamatura, ecc.), l'irrigazione. Meno palese è il ruolo svolto da altre pratiche agricole in quanto si tratta di forme di adattamento a condizioni climatiche esistenti: sono tali la scelta dell'epoca di semina, il trapianto, la scelta varietale, la densità di piantagione, l'orientamento dei filari, alcune lavorazioni del terreno, ecc.
- Interventi sui fattori pedologici: sono i più complessi perché trattasi di azioni che possono modificare contemporaneamente differenti proprietà del terreno. Sono tali le lavorazioni del terreno e l'ammendamento, che influenzano principalmente (ma non solo) le proprietà fisiche, la fertilizzazione, che influenza principalmente le proprietà chimiche ma ha un ruolo non secondario anche su quelle fisiche e biologiche, l'irrigazione, che influenza le proprietà fisiche, chimiche e biologiche, ecc.

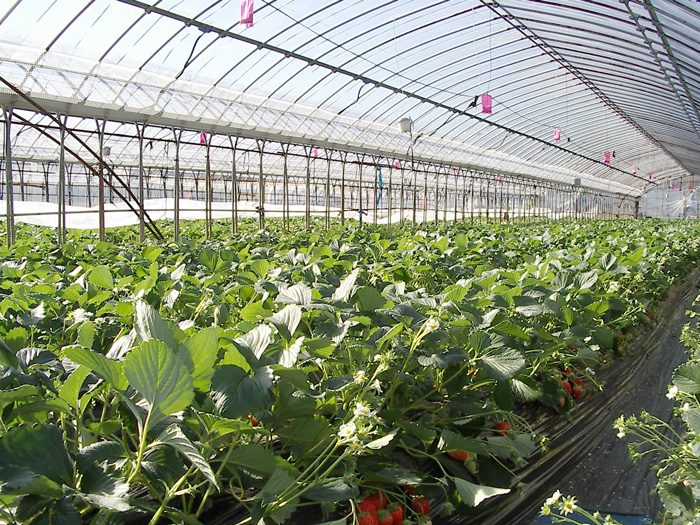
Coltivazione in serra delle fragole

L'agronomia è una scienza applicata che studia il ruolo dei singoli fattori della produzione vegetale e le interazioni reciproche, elabora le tecniche agricole con il coordinamento dei fattori a differenti livelli, al fine di ottimizzare la produzione ai fini economici. Per estensione agronomia e agricoltura sono talvolta usati come sinonimi, tuttavia, a rigore l'agronomia è una scienza applicata collegata alle altre scienze (biologia, chimica, fisica, geologia, ecc.), il cui ambito principale d'applicazione è l'agricoltura. L'agricoltura è invece un insieme di tecniche che riassumono le conoscenze empiriche tramandate di generazione in generazione in una pratica millenaria e quelle tecniche fornite dalla ricerca scientifica in campo agronomico. Le varie forme di agricoltura derivano dal ruolo ponderale che hanno, da un lato, l'agronomia e, dall'altro, la tradizione.

### Anno internazionale dell'agricoltura familiare
Durante la 66ª sessione dell'assemblea generale delle Nazioni Unite, il 2014 è stato formalmente dichiarato “Anno internazionale dell'agricoltura familiare” (IYFF).
La FAO è stata invitata a facilitarne la realizzazione, in collaborazione con i governi, le agenzie di sviluppo internazionale, le organizzazioni di agricoltori e altre organizzazioni attinenti al sistema delle Nazioni Unite; così come le organizzazioni non governative.
L'obiettivo dell'anno internazionale è quello di riposizionare l'agricoltura familiare al centro delle politiche agricole, ambientali e sociali delle agende nazionali per individuare le lacune e le opportunità esistenti e per promuovere uno sviluppo più equo e bilanciato.
L'anno internazionale dell'agricoltura familiare intende promuovere il dibattito e la cooperazione a livello nazionale, regionale e globale con lo scopo di identificare al meglio le sfide affrontate dagli agricoltori per poter efficacemente sostenere sia loro che le loro famiglie.

## Agricoltura e arte

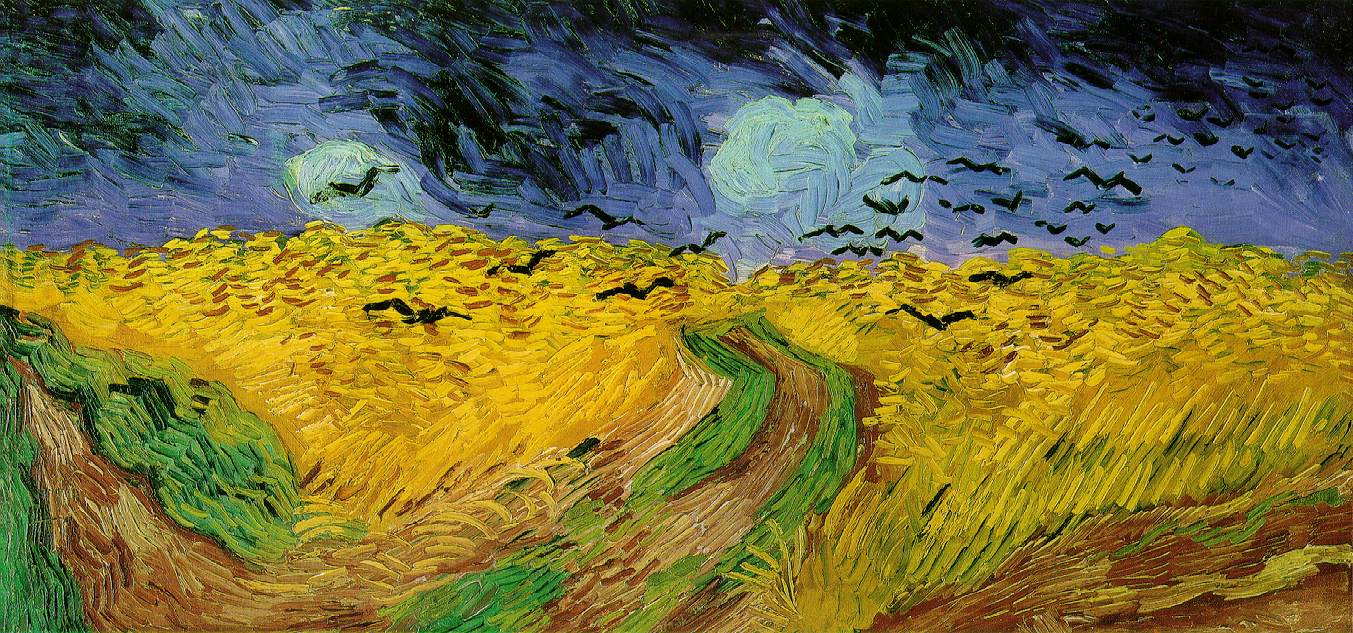
il dipinto "Campo di grano" di Vincent van Gogh

Molti artisti, soprattutto nel XIX secolo in coincidenza con il trionfo dell'Impressionismo e della pittura en plein air, hanno scelto la vita dei campi come oggetto delle loro opere.
Colui che sovrasta tutti gli altri per la capacità di raccontare la fatica della povera gente e di dare un senso umile e religioso a quella fatica è Vincent van Gogh, il pittore visionario morto suicida quando aveva appena 37 anni. Ad Arles, nel sud della Francia, s'innamorò dei colori della campagna provenzale. Usciva di casa all'alba, raggiungeva i campi, e dipingeva fino a sera, ne uscì il quadro "La mietitura". Aveva adottato gli stessi orari e si sottoponeva alla stessa fatica dei contadini ed alla fine della giornata ne coglieva i frutti: un quadro carico di colori incredibili e gioiosi. Nell'ultimo periodo della sua vita, i campi si trasformarono in oscuri presagi di sventura.
Ad Auvers-sur-Oise, nei dintorni di Parigi, dipinse immagini sempre più cupe. Il suo ultimo soggetto fu un campo di grano sorvolato da uno stormo di corvi. In quel campo, pochi giorni dopo, si sparò un colpo di rivoltella al fianco.